# دالة تشاندراسخار-كيندال
دوال تشاندراسخار-كيندال هي دوال ذاتية متناظرة محورياً لمؤثر الالتفاف، مشتقة من قبل سوبراهمانيان تشاندراسيخار و كيندال في عام 1957، في محاولة لحل المجالات المغناطيسية الخالية من القوة. تم الحصول على النتائج بشكل مستقل من قبل كليهما، لكن تم الاتفاق على نشر الورقة معًا.
إذا كانت معادلة المجال المغناطيسي الخالية من القوة مكتوبة كالتالي {\displaystyle \nabla \times \mathbf {H} =\lambda \mathbf {H} } مع افتراض مجال لاتباعدي ({\displaystyle \nabla \cdot \mathbf {H} =0})، فإنَّ الحل الأكثر عمومية للحالة المتناظرة محورياً هو
{\displaystyle \mathbf {H} ={\frac {1}{\lambda }}\nabla \times (\nabla \times \psi \mathbf {\hat {n}} )+\nabla \times \psi \mathbf {\hat {n}} }
حيث أن {\displaystyle \mathbf {\hat {n}} } هو متجه وحدة والدالة القياسية {\displaystyle \psi } تحقق معادلة هيلمهولتز، أي
{\displaystyle \nabla ^{2}\psi +\lambda ^{2}\psi =0}.
تظهر المعادلة نفسها أيضًا في ديناميك الموائع في تدفقات بيلترامي، حيث يكون متجه الحركة الدوامية موازيًا لمتجه السرعة، أي
{\displaystyle \nabla \times \mathbf {v} =\lambda \mathbf {v} }

## الاشتقاق
ناخذ الدور في المادلة {\displaystyle \nabla \times \mathbf {H} =\lambda \mathbf {H} } وباستعمال نفس المعادلة، نحصل على
{\displaystyle \nabla \times (\nabla \times \mathbf {H} )=\lambda ^{2}\mathbf {H} }.
في هوية المتجه {\displaystyle \nabla \times \left(\nabla \times \mathbf {H} \right)=\nabla (\nabla \cdot \mathbf {H} )-\nabla ^{2}\mathbf {H} } يمكن أن نحدد {\displaystyle \nabla \cdot \mathbf {H} =0} لأنه مجال لولبي، يقود ذلك إلى متجه معادلة هيلمهولتز
{\displaystyle \nabla ^{2}\mathbf {H} +\lambda ^{2}\mathbf {H} =0}.
كل حل للمعادلة أعلاه ليس هو حلًا للمعادلة الأصلية ، ولكن العكس صحيح. إذا {\displaystyle \psi } هي دالة العددية التي تلبي المعادلة {\displaystyle \nabla ^{2}\psi +\lambda ^{2}\psi =0} ثم يتم إعطاء الحلول المستقلة الثلاثة خطيا لمعادلة هيلمهولتز المتجه بواسطة
{\displaystyle \mathbf {L} =\nabla \psi ,\quad \mathbf {T} =\nabla \times \psi \mathbf {\hat {n}} ,\quad \mathbf {S} ={\frac {1}{\lambda }}\nabla \times \mathbf {T} }
عندما تكون {\displaystyle \mathbf {\hat {n}} } هي متجه وحدة ثابت. حيث أن {\displaystyle \nabla \times \mathbf {S} =\lambda \mathbf {T} }، يمكن إيجاد أن {\displaystyle \nabla \times (\mathbf {S} +\mathbf {T} )=\lambda (\mathbf {S} +\mathbf {T} )}. ولكن هذا نفس ما هو موجود في المعادلة الاصلية، لهذا {\displaystyle \mathbf {H} =\mathbf {S} +\mathbf {T} } حيث أن P هي الحقل القطبي و T هي الحقل الحلقي. وهكذا، عند استبدال T بـ S، نحصل على أكثر الحلول عموميًة.
{\displaystyle \mathbf {H} ={\frac {1}{\lambda }}\nabla \times (\nabla \times \psi \mathbf {\hat {n}} )+\nabla \times \psi \mathbf {\hat {n}} .}

## الإحداثيات القطبية الأسطوانية
بأخذ متجه الوحدة بالإتجاه Z ، أي {\displaystyle \mathbf {\hat {n}} =\mathbf {e} _{z}}، مع الدورية L بالإتجاه Z مع قيم حدية متلاشية في {\displaystyle r=a} الحل يعطى عن طريق
{\displaystyle \psi =J_{m}(\mu _{j}r)e^{im\theta +ikz},\quad \lambda =\pm (\mu _{j}^{2}+k^{2})^{1/2}}
حيث أن {\displaystyle k=\pm 2\pi n/L,\ n=0,1,2,...} هي دالة بيسل، {\displaystyle m=0,\pm 1,\pm 2,...} الاعداد الصحيحة {\displaystyle \mu _{j}} و {\displaystyle ak\mu _{j}J_{m}'(\mu _{j}a)+m\lambda J_{m}(\mu _{j}a)=0.} تحددها القيمة الحدية {\displaystyle m=n=0}، القيم الذاتية لـ {\displaystyle \mathbf {\hat {n}} =\mathbf {e} _{z}} يجب ان تعامل بشكل منفصل. بما أن هنا {\displaystyle \theta }، يمكننا أن نعتقد أن قيمة z هي حلقية و math>\mathbf{\hat n}=\mathbf{e}_z</math> بأنها قطبية، متناسقًة مع الاتفاقية.